# Adrian Năstase

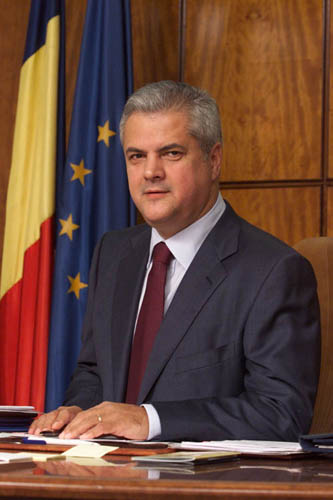
Adrian Năstase (ca. 2004)

Adrian Năstase (* 22. Juni 1950 in Bukarest) ist ein rumänischer Politiker (PSD). Er war von 2000 bis 2004 Premierminister Rumäniens sowie 1992–1996 und 2004–2006 Präsident der rumänischen Abgeordnetenkammer.

## Ausbildung und Beruf
Năstase stammt aus einer Beamtenfamilie. Er ist zum zweiten Mal verheiratet und hat zwei Söhne. An der Universität Bukarest studierte er zunächst Jura (Lizenziat 1973), dann Soziologie (Lizenziat 1977). Ab 1973 war er wissenschaftlicher Mitarbeiter im Rechtswissenschaftlichen Institut der Rumänischen Akademie. An der Wirtschaftsakademie Bukarest lehrte er 1977–1979 und 1984–1985 als assoziierter Professor. Er heiratete 1985 Daniela Miculescu, die Tochter des ehemaligen Vize-Premierministers Angelo Miculescu, der von 1983 bis 1990 rumänischer Botschafter in der Volksrepublik China war. 1987 promovierte Năstase im Fach Völkerrecht. 1990 wurde er zum Professor an der Juristischen Fakultät der Universität Bukarest ernannt, wo er bis 2012 lehrte. Ab 1992 lehrte er außerdem an der privaten Universität Titu Maiorescu.

## Politische Karriere
Năstase trat 1976 der Rumänischen Kommunistischen Partei (PCR) bei und war Sekretär des Kommunistischen Jugendverbands UTC. 1989 nahm er an Konferenzen des Weltbunds der Demokratischen Jugend in Moskau und Pjöngjang teil, wo er als Gegner von Gorbatschows Perestroika auftrat.
Nach dem Umsturz in Rumänien 1989 wurde er bei der Parlamentswahl im Mai 1990 als Vertreter der Frontul Salvării Naționale (FSN) in die Abgeordnetenkammer des Rumänischen Parlaments gewählt, der er während sechs Legislaturperioden bis 2012 angehörte. Von Juni 1990 bis November 1992 war er Außenminister in den Kabinetten von Petre Roman und Theodor Stolojan. Bei der Spaltung der FSN im April 1992 schloss er sich der Frontul Democrat al Salvării Naționale (FDSN) des Staatspräsidenten Ion Iliescu an, die im Jahr darauf in der Partidul Democrației Sociale din România (PDSR) aufging. Im Oktober 1992 wählte die Abgeordnetenkammer Năstase zu ihrem Präsidenten. Dieses Amt hatte er bis zur Niederlage der PDSR bei den Wahlen 1996 inne.
Nachdem Ion Iliescu im Dezember 2000 erneut zum Staatspräsidenten gewählt worden war, löste Năstase ihn als Parteivorsitzender der PDSR ab. Da diese auch die parallel abgehaltene Parlamentswahl gewonnen hatte, wurde er am 28. Dezember 2000 als Regierungschef Rumäniens vereidigt. Er stand einer Minderheitskoalition seiner PDSR mit der kleinen sozialdemokratischen PSDR und der Partidul Umanist Român (PUR) vor. PDSR und PSDR fusionierten im Juni 2001 zur Partidul Social Democrat (PSD), deren Vorsitzender Năstase bis Anfang 2005 blieb. Während seiner Amtszeit als Premierminister nahm Rumänien 2003 als Teil der „Koalition der Willigen“ an der Seite der Vereinigten Staaten und Großbritanniens am Irakkrieg teil. Im März 2004 trat das Land der NATO bei.
Bei der Präsidentschaftswahl im Dezember 2004 war Năstase der Kandidat der bisherigen Regierungsparteien PSD und PUR. Er kam im ersten Wahlgang mit 40,9 Prozent der Stimmen auf den ersten Platz, unterlag in der Stichwahl aber überraschend mit 48,8 % seinem Gegenkandidaten Traian Băsescu (PD) von der Mitte-rechts-Allianz „Gerechtigkeit und Wahrheit“ (D.A.). Năstase trat daraufhin am 21. Dezember 2004 von seinem Amt als Ministerpräsident zurück. Da die PSD aber weiterhin die stärkste Fraktion im Parlament stellte, übernahm er daraufhin erneut den Posten des Präsidenten der Abgeordnetenkammer, den er bis zu seinem Rücktritt im März 2006 behielt. Neuer Premierminister wurde der Nationalliberale Călin Popescu-Tăriceanu. Den Parteivorsitz der PSD übergab Năstase an Mircea Geoană. Von 2008 bis 2012 war er Vizepräsident der Abgeordnetenkammer und Vorsitzender des nationalen Parteirats der PSD.

## Gerichtsverfahren
Nach langjährigen Ermittlungen wurde Năstase wegen illegaler Parteienfinanzierung im Januar 2012 zu einer Freiheitsstrafe von 2 Jahren verurteilt. Nach der im Juni rechtskräftig gewordenen Verurteilung soll er am 20. Juni 2012 mit Hilfe von Polizisten und Medizinern einen Suizidversuch vorgetäuscht haben, um dem Haftantritt zu entgehen. Im März 2013 wurde Năstase freigelassen, weil über 60-Jährige nur ein Drittel ihrer Haftstrafe absitzen müssen.
Außerdem verurteilte ihn am 30. März 2012 ein Gericht in Bukarest in erster Instanz zu drei Jahren Haft auf Bewährung. Das Gericht sah es als erwiesen an, dass Năstase einen ehemaligen rumänischen Konsul in Hongkong erpresst hatte. Er selbst bezeichnete sich als unschuldig und vermutete politische Beweggründe.
Im Januar 2014 verurteilte der Oberste Gerichts- und Kassationshof Năstase zu vier Jahren Gefängnis wegen Bestechlichkeit und Erpressung. Schon im August 2014 wurde er wieder auf freien Fuß gesetzt.